# 4-乙酰氨基-2,2,6,6-四甲基-1-氧化哌啶
4-乙酰氨基-2,2,6,6-四甲基-1-氧化哌啶（4-乙酰氨基-TEMPO）是一种有机化合物，化学式为C11H21N2O2，它是TEMPO对位被乙酰氨基取代得到的化合物。它可由4-氨基-TEMPO和乙酸酐反应制得，或由4-乙酰氨基四甲基哌啶和过氧化氢的氧化反应制得。它可以被TsOH转化为羟铵盐：